# Червона нитка (Кабала)

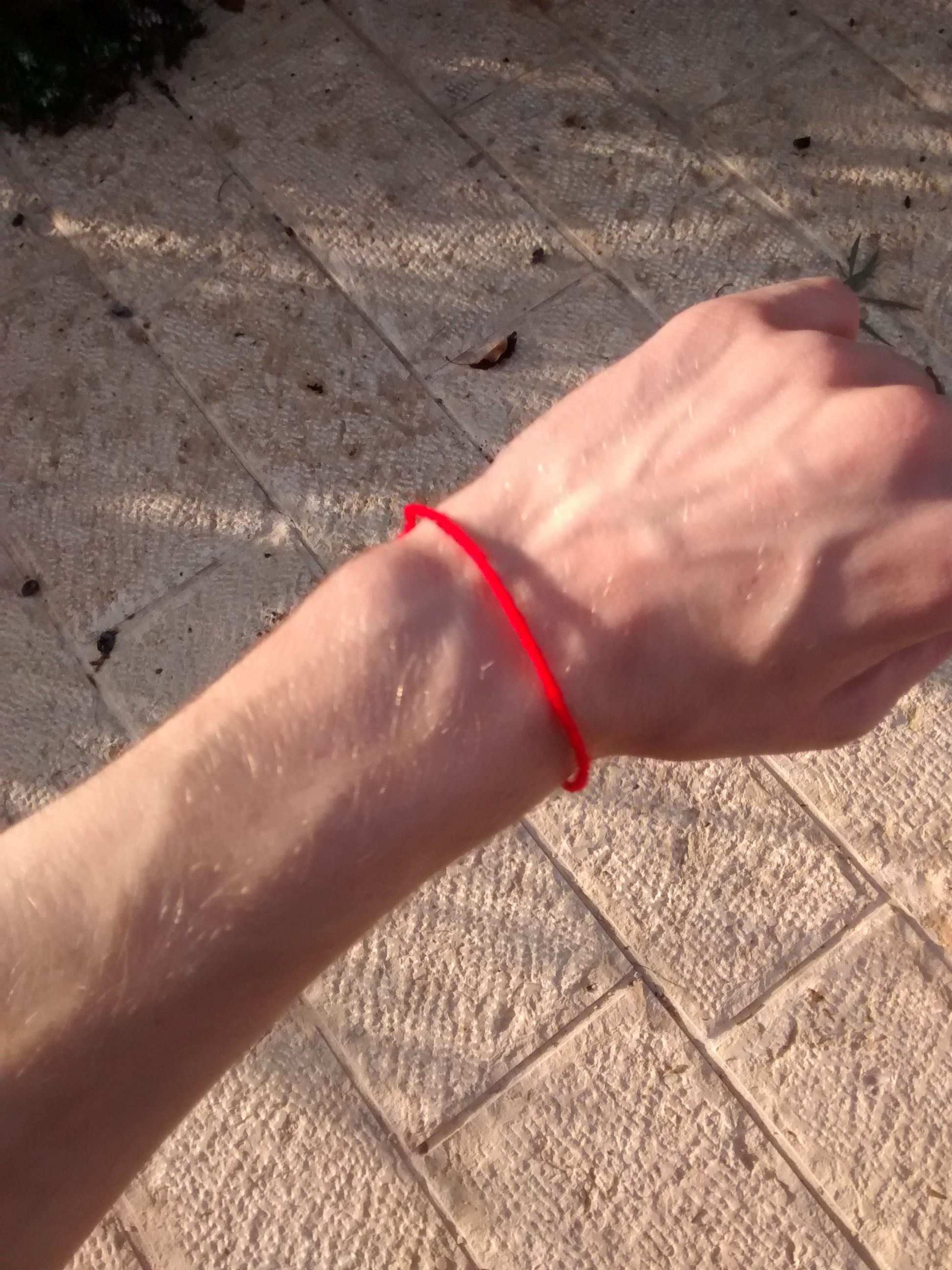
Кабалістична червона нитка на зап'ясті лівої руки

Носіння тонкої червоної нитки (חוט השני) це єврейська традиція, що за повірою відводить невдачу. 
Цю традиції зачасту асоціюють з кабалою та релігійними формами Юдаїзму.

## Походження традиції
Найімовірніше, обряд запозичили у послідовників вірування кабали. Вони вважають, що ліва рука людини може проводити через себе весь негатив в наше тіло і ауру. Саме червона нитка може захистити від вроку і зла.
За віруваннями кабалістів, червона нитка – метод захисту від негативної енергії, яка може обернутися пристрітом. Це може вплинути на долю людини і затьмарити райдужні перспективи в майбутньому: зустріч другої половинки, богатирське здоров’я, кар’єрний зріст, тощо

Крім основної функції вважається, що червона нитка сприяє здійсненню бажань. Все що потрібно зробити для його виконання – в процесі зав’язування вузлів – загадати найзаповітніше.